# Référendum constitutionnel français de 1958 en Oubangui-Chari
Le référendum du 28 septembre 1958 demande aux électeurs français de ratifier le projet de Constitution qui doit poser les fondements de la Cinquième République. Dans son discours du 24 août 1958 à Brazzaville, Charles de Gaulle propose « au suffrage de tous les citoyens des territoires d'Afrique et des citoyens de métropole » de former une Communauté, dans laquelle chacun des États membres accédera à l'autonomie, avec un pouvoir exécutif et législatif. La défense, la politique étrangère, la politique économique et financière, le contrôle de la justice relèveront de l'exécutif de la Communauté.
En Oubangui-Chari, comme dans tous les territoires de l’Union française, le référendum vise à la création de la Communauté française. La colonie intègre la Communauté en votant oui, ou devient indépendante en cas de rejet.

## Résultats
La constitution est approuvée par 98,77 % des suffrages exprimés. La République centrafricaine adhère à la Communauté le 1er décembre 1958.
| Choix                     | Votes   | %     |
| ------------------------- | ------- | ----- |
| Pour                      | 487 033 | 98,77 |
| Contre                    | 6 089   | 1,23  |
|                           |         |       |
| Votes valides             | 493 122 | 99,28 |
| Votes blancs et invalides | 3 553   | 0,72  |
| Total                     | 496 675 | 100   |
| Abstention                | 128 988 | 20,62 |
| Inscrits/Participation    | 625 663 | 79,38 |